# Liste der brasilianischen Bundesstaaten nach Bruttoinlandsprodukt
Die Liste der brasilianischen Bundesstaaten nach Bruttoinlandsprodukt sortiert die 26 Bundesstaaten von Brasilien und den Hauptstadtdistrikt (Distrito Federal do Brasil) nach ihrer erbrachten Wirtschaftsleistung (Bruttoinlandsprodukt). (siehe auch: Liste der brasilianischen Bundesstaaten nach Bruttoinlandsprodukt pro Kopf)

## Liste der Bundesstaaten nach Bruttoinlandsprodukt
| + 2,5 Billionen+ 800 Milliarden+ 400 Milliarden | + 200 Milliarden+ 100 Milliardenbis zu 100 Milliarden |

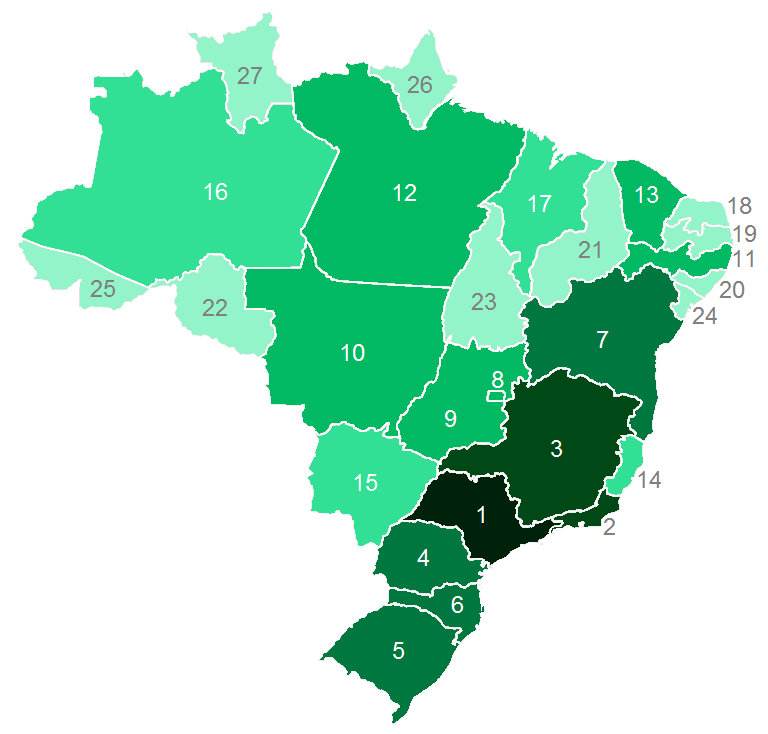
Karte der föderalen Einheiten Brasiliens nach BIP im Jahr 2022 in brasilianischen Reais:

Dies ist die Liste der föderalen Einheiten Brasiliens nach dem nominalen Bruttoinlandsprodukt (BIP) in Millionen Währungseinheiten in brasilianischen Real, veröffentlicht im Jahr 2024 und bezogen auf das Jahr 2022. Alle Angaben stammen vom Instituto Brasileiro de Geografia e Estatística (IBGE).
| Nr. | Bundesstaat (Stand:2022) | BIP (R$ in Mio.) | Anteil in % |
| --- | ------------------------ | ---------------- | ----------- |
| 1   | São Paulo                | 3.130.333        | ▲ 31,1      |
| 2   | Rio de Janeiro           | 1.153.512        | ▲ 11,4      |
| 3   | Minas Gerais             | 906.731          | ▼ 9,0       |
| 4   | Paraná                   | 614.611          | ▬ 6,1       |
| 5   | Rio Grande do Sul        | 593.634          | ▼ 5,9       |
| 6   | Santa Catarina           | 466.274          | ▼ 4,6       |
| 7   | Bahia                    | 402.647          | ▲ 4,0       |
| 8   | Distrito Federal         | 328.790          | ▲ 3,3       |
| 9   | Goiás                    | 318.586          | ▲ 3,2       |
| 10  | Mato Grosso              | 255.527          | ▼ 2,5       |
| 11  | Pernambuco               | 245.828          | ▼ 2,4       |
| 12  | Pará                     | 236.142          | ▼ 2,3       |
| 13  | Ceará                    | 213.601          | ▼ 2,1       |
| 14  | Espírito Santo           | 182.549          | ▼ 1,8       |
| 15  | Mato Grosso do Sul       | 166.407          | ▲ 1,7       |
| 16  | Amazonas                 | 145.140          | ▼ 1,4       |
| 17  | Maranhão                 | 139.789          | ▬ 1,4       |
| 18  | Rio Grande do Norte      | 93.819           | ▬ 0,9       |
| 19  | Paraíba                  | 86.094           | ▬ 0,9       |
| 20  | Alagoas                  | 76.066           | ▬ 0,8       |
| 21  | Piauí                    | 72.835           | ▬ 0,7       |
| 22  | Rondônia                 | 66.795           | ▲ 0,7       |
| 23  | Tocantins                | 58.209           | ▬ 0,6       |
| 24  | Sergipe                  | 57.372           | ▬ 0,6       |
| 25  | Acre                     | 23.676           | ▬ 0,2       |
| 26  | Amapá                    | 23.614           | ▬ 0,2       |
| 27  | Roraima                  | 21.095           | ▬ 0,2       |
|     | Brasilien                | 10.079.676 ▲     | 100 %       |

## Liste der brasilianischen Regionen nach BIP

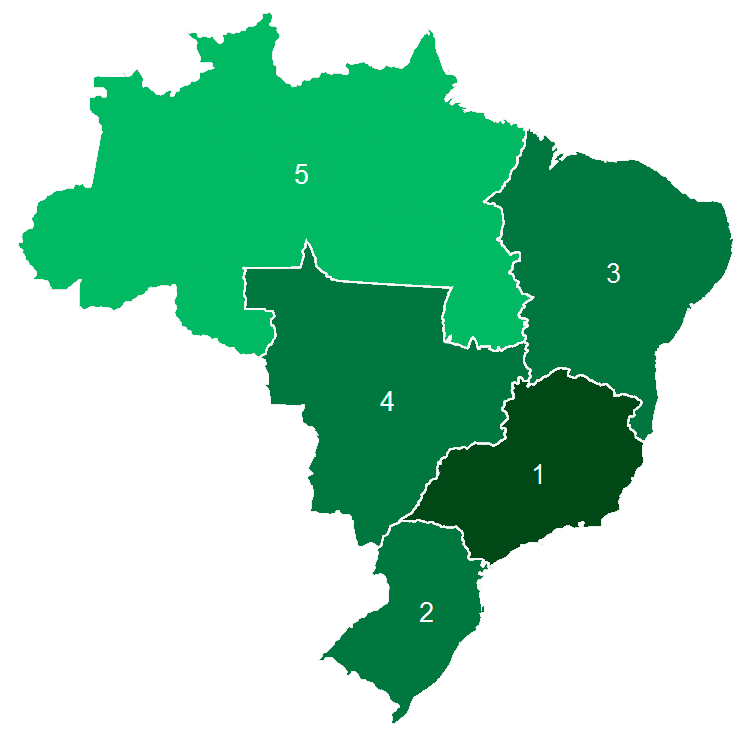
Karte der brasilianischen Regionen nach BIP in Real, 2022:
> 3 Billionen
> 1 Billionen
> 500 Milliarden

| Nr. | Region              | BIP (R$ in Mio.) | Anteil 2021 in % |
| --- | ------------------- | ---------------- | ---------------- |
| 1   | Região Sudeste      | 5.373.125.000    | ▲ 53,3           |
| 2   | Região Sul          | 1.674.519.000    | ▼ 16,6           |
| 3   | Região Nordeste     | 1.388.050.000    | ▬ 13,8           |
| 4   | Região Centro-Oeste | 1.069.310.000    | ▲ 10,6           |
| 5   | Região Norte        | 574.672.000      | ▼ 5,7            |

## Historische Daten des BIP

### Historische Daten des BIP 2016
Im Jahr 2017 belegte Brasilien mit einem BIP von 2.054 Milliarden US-Dollar Platz 8 in der Rangliste der größten Wirtschaftsmächte weltweit; in Kaufkraftparität (bereinigt für einheimische Preise) betrug das BIP 3.240 Milliarden Internationale Dollar (eine von der Weltbank berechnete Vergleichswährung), womit Brasilien ebenfalls auf Platz 8 lag.
Brasilianische Staaten nach Bruttoinlandsprodukt im Jahre 2016 erbracht in Millionen Währungseinheiten. Alle Angaben stammen von der Brasilianischen Statistikbehörde IBGE. Zum Größenvergleich ist ein Land mit einer ähnlichen Wirtschaftsleistung (in Kaufkraftparität) im selben Jahr angegeben.
| Rang | Bundesstaat         | BIP (R$ in Mio.) | BIP in US-Dollar (Kaufkraftbereinigt) | Anteil in % | Vergleichbares Land     |
| ---- | ------------------- | ---------------- | ------------------------------------- | ----------- | ----------------------- |
| 1    | São Paulo           | 2.038.005        | 1.027.738                             | 32,5 %      | Polen                   |
| 2    | Rio de Janeiro      | 640.186          | 322.743                               | 10,2 %      | Israel                  |
| 3    | Minas Gerais        | 544.634          | 274.652                               | 8,7 %       | Dänemark                |
| 4    | Rio Grande do Sul   | 408.645          | 206.074                               | 6,5 %       | Usbekistan              |
| 5    | Paraná              | 401.662          | 202.553                               | 6,4 %       | Usbekistan              |
| 6    | Bahia               | 258.649          | 130.433                               | 4,1 %       | Guatemala               |
| 7    | Santa Catarina      | 256.661          | 129.431                               | 4,1 %       | Puerto Rico             |
| -    | Distrito Federal    | 235.497          | 118.758                               | 3,8 %       | Ghana                   |
| 8    | Goiás               | 181.692          | 91.625                                | 2,9 %       | Panama                  |
| 9    | Pernambuco          | 167.290          | 84.362                                | 2,7 %       | Kamerun                 |
| 10   | Ceará               | 138.379          | 69.783                                | 2,2 %       | DR Kongo                |
| 11   | Pará                | 138.068          | 69.626                                | 2,2 %       | DR Kongo                |
| 12   | Mato Grosso         | 123.834          | 62.448                                | 2,0 %       | Luxemburg               |
| 13   | Espírito Santo      | 109.227          | 55.082                                | 1,7 %       | Kambodscha              |
| 14   | Mato Grosso do Sul  | 91.866           | 46.327                                | 1,5 %       | Laos                    |
| 15   | Rio Grande do Norte | 89.491           | 45.129                                | 1,4 %       | Nordmazedonien          |
| 16   | Amazonas            | 89.017           | 44.890                                | 1,4 %       | Laos                    |
| 17   | Maranhão            | 85.286           | 43.009                                | 1,4 %       | Bosnien und Herzegowina |
| 18   | Paraíba             | 59.089           | 29.798                                | 0,9 %       | Tschad                  |
| 19   | Alagoas             | 49.456           | 24.940                                | 0,8 %       | Benin                   |
| 20   | Piauí               | 41.406           | 20.880                                | 0,7 %       | Südsudan                |
| 21   | Rondônia            | 39.451           | 19.895                                | 0,6 %       | Niger                   |
| 22   | Sergipe             | 38.867           | 19.600                                | 0,6 %       | Haiti                   |
| 23   | Tocantins           | 31.576           | 15.923                                | 0,5 %       | Mauretanien             |
| 24   | Amapá               | 14.339           | 7.231                                 | 0,2 %       | Bhutan                  |
| 25   | Acre                | 13.751           | 6.934                                 | 0,2 %       | Bhutan                  |
| 26   | Roraima             | 11.011           | 5.553                                 | 0,2 %       | Barbados                |
|      | Brasilien           | 6.267.205        | 3.160.466                             | 100 %       | Indonesien              |

### Historische Daten des BIP 1940, 1950, 1960, 1970
Liste der föderalen Einheiten Brasiliens nach nominalem BIP in brasilianischen Real 2010 in Tausend.
| Bundesstaaten       | BIP (R$ in Tausend) 1940 | BIP (R$ in Tausend) 1950 | BIP (R$ in Tausend) 1960 | BIP (R$ in Tausend) 1970 |
| ------------------- | ------------------------ | ------------------------ | ------------------------ | ------------------------ |
| São Paulo           | 37.428.269               | 73.409.272               | 149.506.099              | 308.940.883              |
| Rio de Janeiro      | 26.711.210               | 42.482.831               | 77.840.626               | 138.546.914              |
| Minas Gerais        | 11.673.917               | 21.591.330               | 41.725.890               | 63.003.340               |
| Rio Grande do Sul   | 10.335.255               | 15.975.272               | 31.857.347               | 56.815.178               |
| Pernambuco          | 4.003.194                | 6.108.292                | 11.221.678               | 17.111.124               |
| Santa Catarina      | 2.916.109                | 5.543.876                | 12.064.657               | 22.714.692               |
| Bahia               | 2.861.629                | 4.229.159                | 9.672.714                | 15.805.007               |
| Paraná              | 2.692.343                | 7.998.952                | 21.360.861               | 32.918.267               |
| Ceará               | 2.200.967                | 3.874.864                | 7.403.989                | 9.889.066                |
| Pará                | 1.916.776                | 2.163.276                | 6.084.684                | 8.829.402                |
| Maranhão            | 1.755.952                | 1.979.875                | 5.663.311                | 7.696.328                |
| Paraíba             | 1.594.279                | 3.193.672                | 6.265.592                | 5.721.471                |
| Goiás               | 1.592.355                | 2.790.415                | 6.842.896                | 13.379.386               |
| Espírito Santo      | 1.459.034                | 2.812.739                | 4.587.370                | 9.391.035                |
| Piauí               | 1.205.765                | 1.065.120                | 2.077.937                | 3.393.809                |
| Mato Grosso         | 936.300                  | 1.092.628                | 3.636.816                | 7.142.796                |
| Alagoas             | 852.190                  | 1.431.757                | 2.772.035                | 4.256.632                |
| Rio Grande do Norte | 631.358                  | 1.196.181                | 2.400.373                | 2.640.357                |
| Amazonas            | 570.349                  | 659.053                  | 1.597.578                | 2.351.079                |
| Sergipe             | 451.274                  | 626.124                  | 1.290.181                | 2.072.718                |
| Distrito Federal    | -                        | -                        | 50.403                   | 23.595.548               |
| Acre                | -                        | -                        | -                        | 1.315.799                |
| Amapá               | -                        | -                        | -                        | 912.941                  |
| Rondônia            | -                        | -                        | -                        | 692.646                  |
| Roraima             | -                        | -                        | -                        | 342.059                  |